# Pakoštane
Pakoštane (italsky Poschiane) je opčina, přímořské letovisko a turisty často vyhledávané středisko v Chorvatsku v Zadarské župě. Nachází se asi 5 km jihovýchodně od Biogradu na Moru, 19 km jihozápadně od Benkovace a asi 27 km jihovýchodně od Zadaru. V roce 2011 žilo v Pakoštane 2 191 obyvatel, v celé občině pak 4 123 obyvatel.

## Poloha
Pakoštane leží mezi mořem a Vranským jezerem (pojmenované podle vesnice Vrany). Před Pakoštane se nachází několik ostrůvků, z nichž největší a jediný obydlený je Vrgada, dále se zde nacházejí neobydlené ostrůvky Artina, Babuljaš, Gira, Kozina, Mali Školjić, Murvenjak, Oblik, Obrovanj, Obrun, Rakita, Sveta Justina, Šipnata, Veli Školj, Veli Školjić, Visovac, Vrtlić, Žavinac Mali a Žavinac Veliki. V samotném Pakoštane se nachází mnoho přístavů, kempů, restaurací, apartmánů.
Největší z několika pláží se jmenují Janice a Pod Vruljom.

## Součásti obce
Pakoštane zahrnuje opčiny a vesnice Drage (893 obyvatel), Vrana (790 obyvatel) a Vrgada (249 obyvatel).

## Rodáci
- Ante Gotovina, (* 1955), chorvatský generál, který zde vyrostl
- Francesco Laurana (1430–1502), italský sochař, narozený ve Vraně
- Luciano Laurana (1420–1479), italský renesanční architekt, narozený ve Vraně